# (3889) Menshikov
(3889) Menshikov est un astéroïde de la ceinture principale.

## Description
(3889) Menshikov est un astéroïde de la ceinture principale. Il fut découvert le 6 septembre 1972 à Naoutchnyï par Lioudmila Jouravliova. Il présente une orbite caractérisée par un demi-grand axe de 2,67 UA, une excentricité de 0,22 et une inclinaison de 3,5° par rapport à l'écliptique.

## Compléments